# Talassa (Argélia)
Talassa (em árabe: تلعصة) é uma cidade e comuna localizada na província de Chlef, Argélia. Segundo o censo de 2008, a população total da cidade era de 11 503 habitantes.